# Belonogaster punctata
Belonogaster punctata är en getingart som beskrevs av Richards 1982. Belonogaster punctata ingår i släktet Belonogaster och familjen getingar. Inga underarter finns listade.